# Auchy-lez-Orchies
Auchy-lez-Orchies är en kommun i departementet Nord i regionen Hauts-de-France i norra Frankrike. Kommunen ligger i kantonen Orchies som tillhör arrondissementet Douai. År 2022 hade Auchy-lez-Orchies 1 542 invånare.

## Befolkningsutveckling
Antalet invånare i kommunen Auchy-lez-Orchies
| Referens: INSEE |